# Droga wojewódzka 920
Die Droga wojewódzka 920 (DW920) ist eine 13 Kilometer lange Droga wojewódzka (Woiwodschaftsstraße) in der Woiwodschaft Schlesien in Polen. Die Strecke im Powiat Raciborski und der kreisfreien Stadt Rybnik verbindet die polnische Landesstraße DK78 mit zwei weiteren Woiwodschaftsstraßen.
Die Straße zweigt in Rudy (deutsch Groß Rauden) von der Woiwodschaftsstraße DW919 ab. Sie verläuft in annähernd südöstlicher Richtung entlang Ruda (Raude). In der Großstadt Rybnik führt sie westlich des Stausees Jezioro Rybnickie entlang. Als Innerortsstraße ist sie als ulica Rudzka ausgewiesen.

## Streckenverlauf
Woiwodschaft Schlesien, Powiat Raciborski
-  Rudy (DW919)

Woiwodschaft Schlesien, kreisfreie Stadt Rybnik
-  Rybnik (DK78, DW935)